# Erna Wazinski

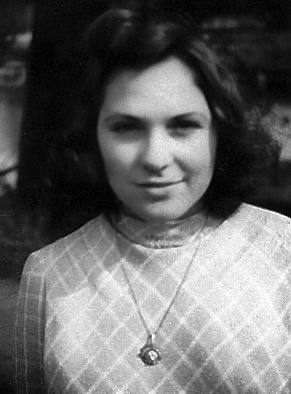
Erna Wazinski (ca. 1944)

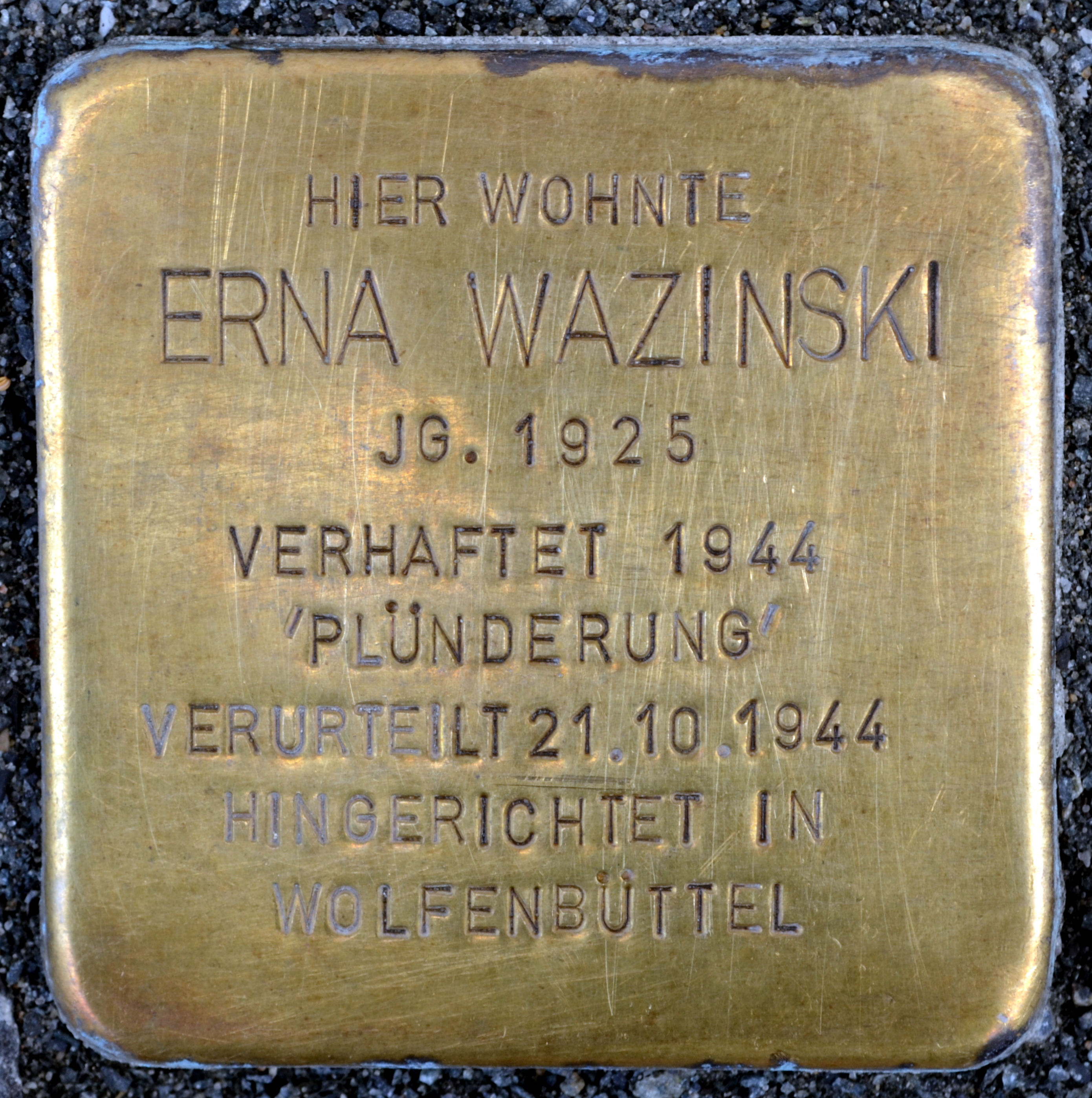
Stolperstein für Erna Wazinski, am 7. Mai 2012 vor ihrem letzten Wohnsitz, Langedammstraße 14, verlegt

Erna Gertrude Wazinski (* 7. September 1925 in Ihlow (Oberbarnim); † 23. November 1944 in Wolfenbüttel) war eine deutsche Rüstungsarbeiterin. Sie wurde im Alter von 19 Jahren wegen angeblicher Plünderung nach dem Bombenangriff vom 15. Oktober auf Braunschweig von einer Nachbarin denunziert und vom Sondergericht Braunschweig auf Grundlage der am 5. September 1939 erlassenen Verordnung gegen Volksschädlinge (VVO) als „Volksschädling“ zum Tode verurteilt.
Erna Wazinski, die erst nach Misshandlungen durch Kriminalbeamte ein Geständnis abgelegt hatte und für die zuvor zwei Gnadengesuche gestellt worden waren, starb im Strafgefängnis Wolfenbüttel unter dem Fallbeil. Der Fall kam nach dem Krieg über einen Zeitraum von 40 Jahren mehrmals wieder vor deutsche Gerichte. 1952 milderte ein Gericht das alte Strafmaß; 1991 erging aufgrund einer neuen Zeugenaussage ein Freispruch. Nach dem Inkrafttreten des Gesetzes zur Aufhebung nationalsozialistischer Unrechtsurteile in der Strafrechtspflege am 1. September 1998 wurden alle Urteile nach der Verordnung gegen Volksschädlinge pauschal aufgehoben.
Die fast vollständig erhaltenen Prozessakten liegen heute im Staatsarchiv Wolfenbüttel.

## Leben

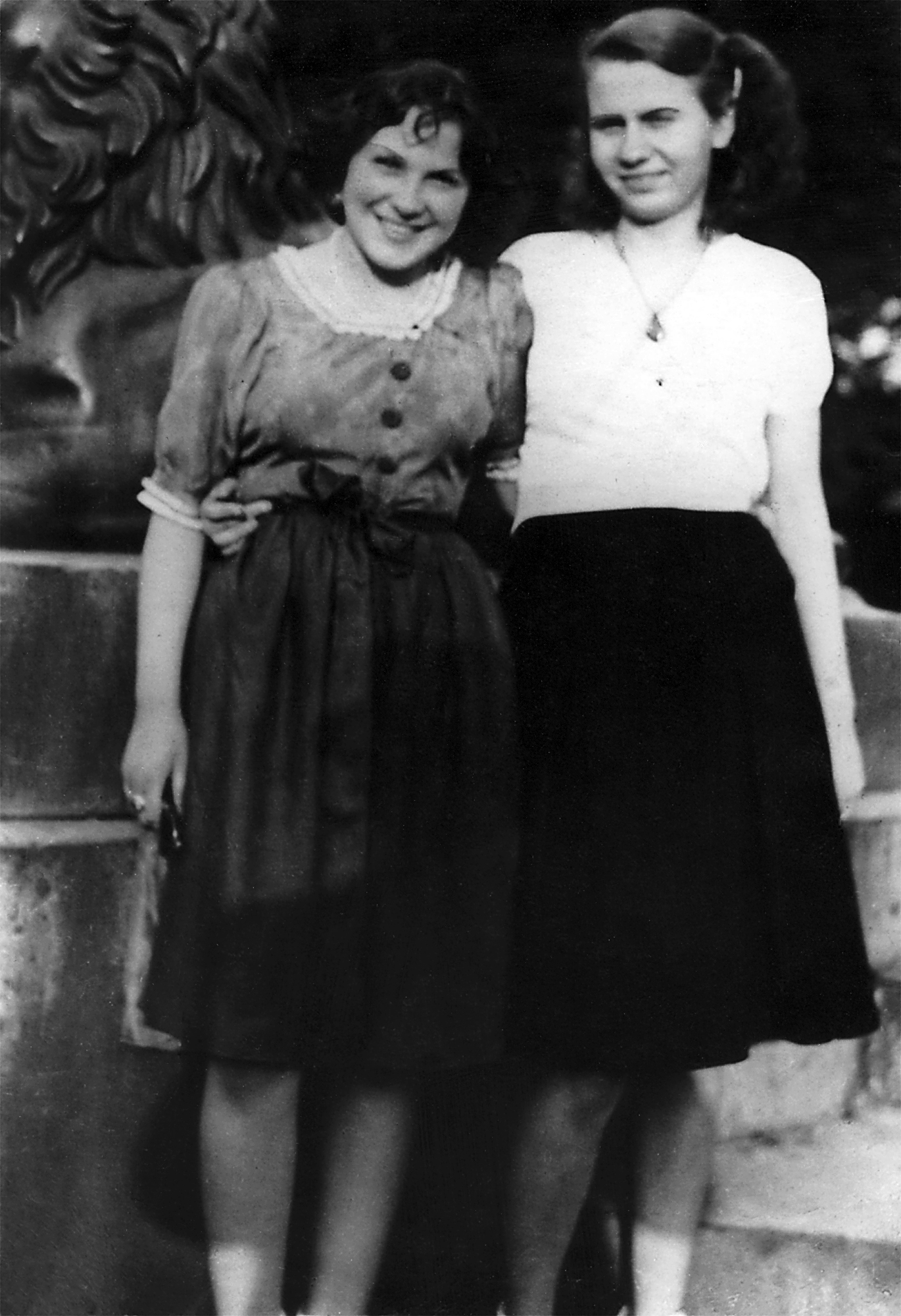
Erna Wazinski (links) mit einer Freundin auf dem Löwenwall

Erna war das einzige Kind von Wilhelmine Wazinski, geb. Chmielewski beziehungsweise Schmielewski, und deren späterem Ehemann, dem Invaliden Rudolph Wazinski. Ihre Eltern waren beide in Ostpreußen geboren und arbeiteten um 1925 als Landarbeiter auf brandenburgischen Gütern. Ihr Vater, 24 Jahre älter als die Mutter, ehelichte sie erst nach dem Umzug der Familie nach Essen im Ruhrgebiet im Jahre 1930. 1931 zog die Familie nach Braunschweig um, wo sie in sehr bescheidenen Verhältnissen in der Langen Straße, in einem Armeleuteviertel in der Neustadt, wohnte. Bei der Sanierung dieser alten Wohngegend ab 1936 wurden viele der kleinen und verwinkelten Fachwerkhäuser abgerissen. Die Familie zog daraufhin in das Magniviertel. Die neue Wohnung war in der Langedammstraße 14, wiederum in einem alten Fachwerkhaus. Nur wenig später verstarb am 16. Februar 1938 Rudolph Wazinski, als Erna noch keine 13 Jahre alt war. Von ihrem 12. Lebensjahr an war Erna Wazinski Mitglied im Jungmädelbund, trat aber anschließend nicht dem BDM bei. Ostern 1940 wurde sie in der Petrikirche konfirmiert.
Sie besuchte zunächst wohl die Mädchenschule am Südklint nahe der Langen Straße und später, nach dem Umzug in das Magniviertel, die Axel-Schaffeld-Schule (heute Realschule Georg-Eckert-Straße), bis zum regulären Ende ihrer Schulzeit 1939. Anschließend blieb sie einige Zeit zu Hause und hatte dann verschiedene Anstellungen. Unter anderem arbeitete sie ab 1942 einige Zeit bei Otto Block, der im Erdgeschoss des Wohnhauses Langedammstraße 14 einen Mittagstisch unterhielt. Block war mehrfach vorbestraft, was das Jugendamt der Stadt Braunschweig zum Anlass nahm, Erna Wazinski im Alter von 17 Jahren der Jugendfürsorgeerziehung durch Einweisung in ein Heim zuzuführen. Im August 1942 wurde sie nach Wunstorf geschickt, wo gerade ein neu eingerichtetes Aufnahme- und Beobachtungsheim eröffnet worden war. Nachdem Erna Wazinski dort von Psychiatern als „normal gefährdet“ eingestuft worden war, wurde sie in den Birkenhof überwiesen, ein evangelisches Heim in Hannover für schulentlassene Mädchen, wo sie etwa ein Jahr bleiben musste.
Nach ihrer Rückkehr nach Braunschweig im November 1943 vermittelte das Arbeitsamt Erna eine Anstellung als Hausgehilfin. Im Juli 1944 wurde ihr dann eine Stelle bei der Rüstungsfirma VIGA zugewiesen. Der in der Hamburger Straße 250 angesiedelte Tochterbetrieb der Brunsviga-Werke produzierte feinmechanische Teile für Waffen und war als kriegswichtig eingestuft. Hier arbeitete Erna Wazinski bis zu ihrer Verhaftung am 20. Oktober 1944.

### Die Tat

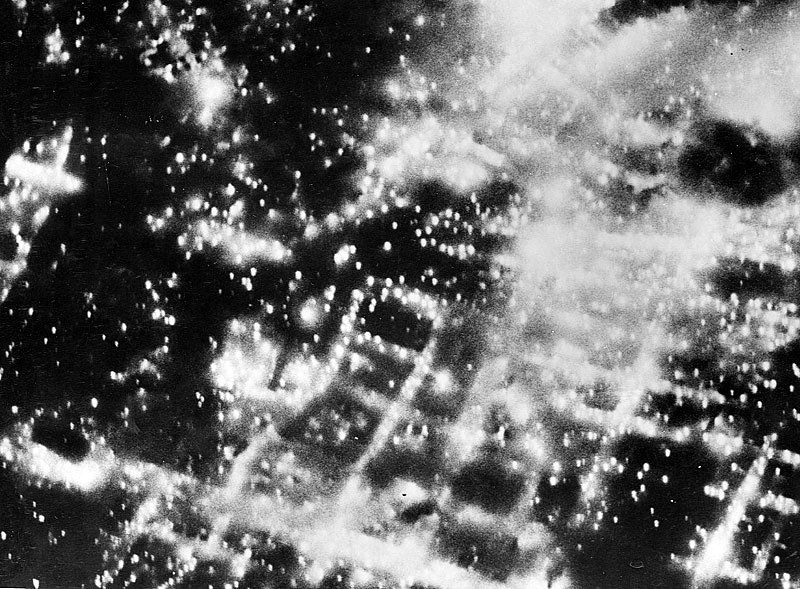
Braunschweig zwischen 2 Uhr und 3 Uhr am 15. Oktober 1944 – zu dieser Zeit musste Erna Wazinski durch die brennende Stadt nach Hause laufen

In der Nacht auf Sonntag, den 15. Oktober 1944 hatte Erna Wazinski Nachtschicht. Gegen 1:50 Uhr gab es Fliegeralarm und kurz darauf flog die Royal Air Force einen schweren Luftangriff auf Braunschweig, der einen Feuersturm verursachte und 90 % der Innenstadt zerstörte, darunter auch das Magniviertel. Innerhalb von knapp 40 Minuten wurden etwa 12.000 Sprengbomben, 200.000 Phosphor- und Brandbomben abgeworfen. Die Brände erloschen erst nach zweieinhalb Tagen. Zusammen mit ihrer Arbeitskollegin und Freundin Gerda Körner ging Erna Wazinski, während die Innenstadt niederbrannte, mehrere Kilometer zu Fuß von der Hamburger Straße ins Magniviertel, um ihre Mutter zu suchen. Gegen 4 Uhr kamen sie bei dem zerstörten Haus an. Es war bereits das vierte Mal, dass Mutter und Tochter Wazinski ausgebombt wurden und dabei den größten Teil ihrer Habe verloren. Sie konnte ihre Mutter nicht finden, nahm aber an, sie sei bei Nachbarn in Sicherheit. Später stellte sich heraus, dass Wilhelmine Wazinski im Keller des schräg gegenüber gelegenen Hauses Langedammstraße 8 überlebt hatte.
Die Nacht verbrachte Erna Wazinski bei ihrer Freundin, die in der Friedrich-Wilhelm-Straße 1 wohnte. Am Morgen des 16. Oktober, die Stadt brannte noch immer, ging sie zusammen mit ihrem Freund, dem Soldaten auf Fronturlaub Günter Wiedehöft, in die Ruine des Wohnhauses, um sofern möglich noch persönliche Gegenstände zu finden. Nachdem sie etwa zwei Stunden lang Trümmer aus dem Weg geräumt hatten, barg Erna zwei Koffer, einen Rucksack und einige Kleidungsstücke, von denen nicht klar war, wem sie gehörten. Der Gesamtwert der Fundsachen belief sich auf etwa 200 Reichsmark. Erna nahm an, es handele sich um Eigentum ihrer Mutter, wie sie gegenüber ihrem Freund angab; ein Irrtum, wie sich später herausstellte. Martha F. beziehungsweise Marina Fränke, eine Nachbarin aus dem Haus Langedammstraße 8, erstattete am 18. Oktober Anzeige gegen Unbekannt, da ihr einige Gegenstände gestohlen worden seien. Als Verdächtige gab sie Erna Wazinski an. Nach den Historikern Ludewig/Kuessner lag der Grund für die Bezichtigung darin, dass der SS-Angehörige F., ein Bekannter der Nachbarin, Erna Wazinski nachgestellt habe, weswegen die Nachbarin auf die Beschuldigte „nicht gut zu sprechen“ gewesen sei.

### Verhaftung

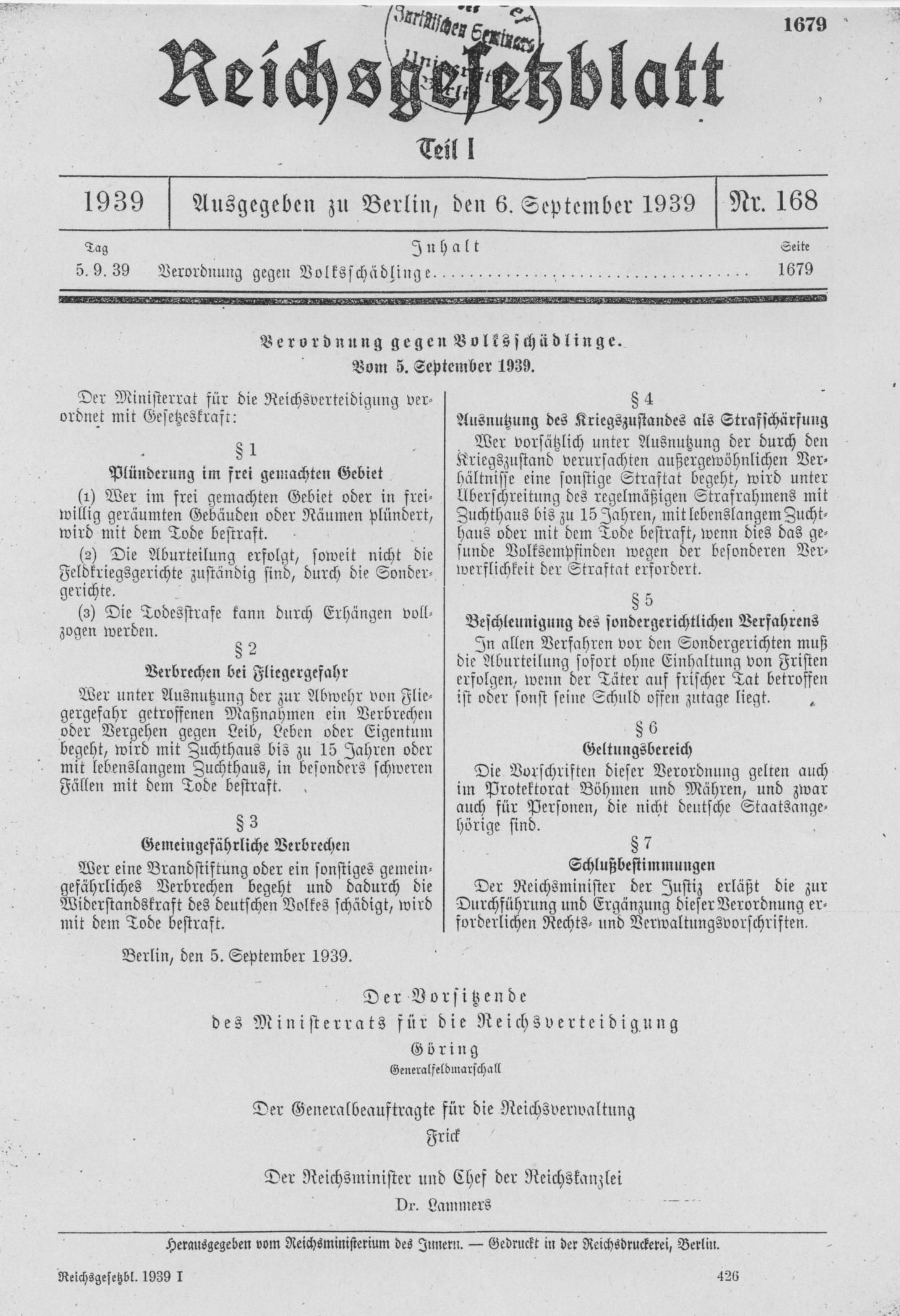
Seite 1679 aus dem Reichsgesetzblatt I mit der „Verordnung gegen Volksschädlinge“ vom 5. September 1939

Am Freitag, dem 20. Oktober, wollte Ernas Freund sie in ihrer Notunterkunft bei Familie Körner in der Friedrich-Wilhelm-Straße 1 besuchen, traf sie jedoch nicht an, da sie noch bei der Arbeit war. Während er wartete, erschienen zwei Kriminalbeamte, die wegen der „Anzeige gegen Unbekannt“ vom 18. Oktober ebenfalls Erna Wazinski aufsuchen wollten. Während man gemeinsam wartete, wurde Günter Wiedehöft formlos über seine Freundin verhört, wobei er detailliert das Vorgefallene, inkl. der gemeinsamen Bergungsaktion, schilderte. Als Erna eintraf, musste er den Raum verlassen und vor der Tür auf dem Flur warten, während die Polizisten mit ihr sprachen. Nach kurzer Zeit hörte Wiedehöft die lauten Stimmen der Polizisten, darunter mehrfach das Wort „Volksverräterin“, sowie lautes Klatschen von Schlägen. Als alle drei den Raum verließen und Erna abgeführt wurde, sah Wiedehöft, dass sie anscheinend Schläge ins Gesicht bekommen hatte; ihre Lippen waren geschwollen, und ihre Nase blutete.
Einer der Beamten sagte im Hinausgehen zu Wiedehöft, er solle so schnell wie möglich an die Front „verduften“. Da sich der 20-jährige Soldat nun selbst ebenfalls bedroht fühlte, wandte er sich an den Vater eines Bekannten, der bei der Gestapo tätig war, und bat um Hilfe. Dieser versprach, ihn „da raus zu halten“, doch könne er „für die Verbrecherin“ nichts unternehmen. Daraufhin meldete sich Wiedehöft am 23. Oktober bei seiner Einheit zurück und kam an die Ostfront. Er kehrte erst am 20. September 1949 aus der Kriegsgefangenschaft zurück.

### Geständnis
Kurze Zeit später stellte sich heraus, dass Erna Wazinski während der Zeit, als sie mit den zwei Polizisten allein im Raum war, ein Geständnis abgelegt hatte, auf das sich die Anklageschrift am folgenden Tag gründete. Der Inhalt dieses erzwungenen „Geständnisses“ wich in wesentlichen Punkten vom tatsächlichen Geschehen am 16. Oktober 1944 ab und stimmte fast mit der Anzeige der Nachbarin überein. Danach habe die Beschuldigte zugegeben, in einem unzerstörten Nebengebäude, in das die Nachbarin einige Gegenstände aus ihrem Eigentum in Sicherheit gebracht habe, einen Koffer geöffnet und diesem die beschriebenen Teile entnommen zu haben. Dass ihr Freund bei der Bergung dabei gewesen war, verschwieg Erna Wazinski. Auch wurden seine Anwesenheit in der Friedrich-Wilhelm-Straße während des Verhörs der Kriminalbeamten sowie die zuvor von ihm gemachten Angaben zur Sache nicht im Polizeiprotokoll erwähnt.

### Anklage
Wenige Stunden später, am Samstag, dem 21. Oktober, setzte Oberstaatsanwalt Wilhelm Hirte eine knappe Anklageschrift auf, die sich auf das „Geständnis“ vom Vortag stützte. Erna Wazinski wurde darin gemäß § 1 VVO der Plünderung angeklagt und die Todesstrafe beantragt. Der Vorsitzende Richter des Sondergerichts Walter Lerche berief noch für denselben Tag die Verhandlung ein, obgleich noch ältere unverhandelte Fälle vorlagen; der Grund für die beschleunigte Verhandlung ihres Falles ist unbekannt. Auf der Richterbank saßen auch Walter Ahrens und Ernst von Griesbach. Christian von Campe war Pflichtverteidiger der Beschuldigten Erna Wazinski.

### Prozess und Verurteilung

1. Seite des Todesurteils vom 21. Oktober 1944.

Kurze Meldung in der Braunschweiger Tageszeitung vom 25. Oktober 1944.

Da das Sondergerichtsgebäude in der Münzstraße durch den Bombenangriff vom 15. Oktober stark beschädigt war, fand die Verhandlung im Gefängnis Rennelberg statt, wo Erna Wazinski einsaß. Weniger als 19 Stunden nach ihrer Verhaftung wurde die Verhandlung gegen die nicht vorbestrafte Angeklagte eröffnet. Der Vertreter der Anklage, Staatsanwalt Horst Magnus, forderte auf Grundlage der Klageschrift die Todesstrafe.
Die Richter des Sondergerichts Braunschweig hatten verschiedene Möglichkeiten, die vermeintliche Tat Erna Wazinskis rechtlich zu bewerten: Nach normalem Strafrecht hätte sie als einfacher Diebstahl bewertet und in Anbetracht des geringfügigen Wertes der entwendeten Gegenstände mit einer Geld- oder geringen Gefängnisstrafe geahndet werden können. Sie entschieden jedoch, auf den viel härteren Straftatbestand des Plünderns, gemäß § 1 der Verordnung gegen Volksschädlinge (VVO), zu erkennen, der nach VVO aufgrund der Schwere der Tat mit der Todesstrafe zu ahnden war. Voraussetzung für die Verurteilung zum Tode war der zweifelsfreie Nachweis, dass sowohl die Tat selbst ausreichend schwerwiegend, als auch, dass der Täter seiner Persönlichkeit nach als „Volksschädling“ einzustufen war.
Selbst das Reichsgericht hatte Richtern nahegelegt, ganz besonders zurückhaltend bei der Anwendung der VVO gegenüber Jugendlichen und jungen Erwachsenen zu sein. Trotz der Anklage, die die junge Frau als „Volksschädling“ darstellte, zeigte sich der Vorsitzende Lerche von der Angeklagten positiv überrascht und notierte, dass sie den „Eindruck eines harmlosen, ordentlichen, jungen Mädchens“ mache. Das äußere Erscheinungsbild Erna Wazinskis schien also so gar nicht zur Anklage und der Forderung nach der Todesstrafe zu passen. Der während der Verhandlung im Gerichtssaal anwesende Landgerichtspräsident Hugo Kalweit äußerte vor der Urteilsverkündung in einer Verhandlungspause gegenüber Verteidiger von Campe, dass dies kein Fall sei, in dem die Todesstrafe verhängt werden müsse. Er fügte sofort hinzu, dass dennoch wohl ein anderes als ein Todesurteil nicht zu erwarten sei.
Obwohl es Entlastungszeugen gab, rief der Verteidiger sie nicht auf. Er stellte keine Anträge und anstatt angesichts der Sachlage auf ein mildes Urteil zu plädieren, stellte er das Urteil in das „Ermessen des Gerichts“. Aufgrund des „Geständnisses“, das von keiner Prozessseite angezweifelt wurde, erging schließlich das Todesurteil. Das Gericht sah die Tat als besonders verwerflich an und begründete dies folgendermaßen:

„… Wer derart eigennützig die schwerste Notlage seiner Volksgenossen ausnutzt, handelt so verwerflich und gemein, dass ihn die für Volksschädlinge dieser Art nach § 1 Volksschädlingsverordnung vom 5.9.1939 ausschließlich vorgesehene Todesstrafe treffen muss. Daran kann auch die Jugend der Angeklagten nichts ändern …“

Die Passage: „Daran kann auch die Jugend der Angeklagten nichts ändern.“ wurde vom Vorsitzenden Walter Lerche nachträglich handschriftlich in das Urteil eingefügt.
Erna Wazinskis Verteidiger zeigte unmittelbar nach Urteilsverkündung keinerlei Reaktion im Interesse seiner Mandantin. Diese wiederum reagierte mit Verblüffung auf ihr Todesurteil. Auf die Frage des Vorsitzenden Walter Lerche, ob sie noch etwas zu sagen habe, antwortete sie: „Was mache ich denn mit meiner Mutter? Ich muss doch meine Mutter ernähren.“
Kein Sondergerichtsurteil hat die Braunschweiger Justiz in der Nachkriegszeit mehr und länger beschäftigt als das Todesurteil gegen Erna Wazinski, das selbst nach damaliger Rechtsprechung außergewöhnlich hart war und vom Sondergericht augenscheinlich dazu genutzt wurde, ein Exempel zu statuieren. Von 56 Anzeigen, die nach dem Bombenangriff vom 15. Oktober 1944 beim Sondergericht Braunschweig erstattet wurden, darunter allein 28 Fälle von Plünderung, die zum Teil erheblich schwerwiegender waren, kam es nur in 16 Fällen zur Anklage, darunter aber nur im Fall Wazinski wegen Plünderns. Es erging insgesamt auch nur ein einziges Todesurteil – das gegen Erna Wazinski.

### Ermittlungen nach ergangenem Todesurteil
Nachdem am Samstag das Todesurteil ergangen war, forderte der Vorsitzende Richter Lerche überraschend am Wochenanfang von der Staatsanwaltschaft, nachträglich Ermittlungen zu Erna Wazinskis persönlichem Umfeld sowie ihren Lebensumständen anzustellen – eine Maßnahme, die normalerweise vor einer Verurteilung stattfindet. Der mit den „Gnadenermittlungen“ beauftragte Staatsanwalt Magnus, der am Samstag zuvor noch die Todesstrafe gefordert hatte, stieß bei seinen Untersuchungen auf positive Aussagen zur Person der Verurteilten, die aber von Oberstaatsanwalt Hirte zu deren Nachteil ausgelegt wurden, da sie mit zwei Frauen bekannt sei, die wegen Abtreibungen vorbestraft seien. Magnus schloss seine Ermittlungen zwei Tage später ab und behauptete noch 1989 in einem Interview, er habe nichts Entlastendes finden können.
Befragte Arbeitskollegen im Rüstungsunternehmen VIGA betrachteten das Urteil als „zu hart“. Die Unternehmensleitung zeichnete indessen ein negatives Bild und schrieb, sie sei des Öfteren unentschuldigt dem Arbeitsplatz ferngeblieben. Das mit Abstand negativste Zeugnis stellte ihr jedoch am 26. Oktober der Direktor des Braunschweiger Jugendamtes, Evers, aus. Er schrieb unter anderem, sie „… erweckte schon als Schulkind den Eindruck einer gewissen Frühreife …“, „… Bemühungen, sie in ein geregeltes Arbeitsverhältnis zu vermitteln, setzte sie Widerstand entgegen …“, schließlich habe sie bei Herrn B. (dem Betreiber des Mittagstisches) zu arbeiten begonnen, der „im Ruf eines Zuhälters und Hochstaplers“ stehe. Evers fuhr fort, „Erna […] wurde immer dirnenhafter im Aussehen …“. Evers verwies auch auf ein psychiatrisches Gutachten aus dem Jahre 1943, wonach Erna Wazinski „im ganzen noch unreif mit erheblichen psychopathischen Zügen“ sei. Trotz dieses Gutachtens bejahte Evers in vollem Umfang ihre Einsichtsfähigkeit in ihre Handlungen. Den Abschluss bildete die Passage: „Es handelte sich bei Erna Wazinski um ein willensschwaches, triebhaftes, leichtfertiges Mädchen, das auch die jetzige Notzeit zu keinem stärkeren Verantwortungsgefühl gebracht zu haben scheint.“
Erna Wazinski selbst wurde nochmals am 25. Oktober vernommen, wobei sie erstmals erwähnte, dass sie verlobt sei. Sie weigerte sich jedoch, den Namen ihres Verlobten zu nennen, und Magnus fragte weder danach noch stellte er sonstige Fragen zu diesem Thema. Auch die Mutter wurde befragt, machte jedoch angesichts der Lage ihrer Tochter unvorteilhafte Angaben, die vom Sondergericht zum Nachteil der Verurteilten ausgelegt wurden.

### Gnadengesuche

Gnadengesuch Erna Wazinskis vom 24. Oktober 1944.
(Die Transkription befindet sich auf der Bildbeschreibungsseite.)

Nach dem Urteil stellte Erna Wazinskis Anwalt am Dienstag, dem 24. Oktober ein Gnadengesuch, in dem er unter anderem schrieb:

„… Es ist zu berücksichtigen, daß die gerade 19 Jahre alt gewordene Angeklagte in der Nacht zum 15.10.44 Nachtschicht in den Viga-Werken hatte und erst um 4 Uhr morgens aus dem Luftschutzkeller des Werkes herauskam und dann durch die brennende Stadt zur Wohnung ihrer Mutter eilte. Der Eindruck der brennenden Stadt muß auf das junge Menschenkind schwer eingewirkt haben, unter besonderer Berücksichtigung der Sorge der Angeklagten um ihre kranke Mutter in der Wohnung auf der Langedammstraße. Als die Angeklagte zur Langedammstraße kam, mußte sie feststellen, daß die Wohnung völlig vernichtet war. Sie konnte ihre Mutter nicht finden. Sie hat auch die Mutter, wie sie glaubhaft versichert, am Montag, den 16.10.44 noch nicht gefunden. Der seelische Druck muß auf die nicht sehr kräftige Angeklagte doch sehr schwer eingewirkt haben, so daß sie wirklich am 16.10.44 sich in einem Zustande befand, der mit dem zu vergleichen ist, in dem die freie Willensbestimmung ausgeschlossen ist. Es ist meiner Überzeugung nach nicht zu verantworten, das junge Menschenleben auszulöschen wegen der Fortnahme von Gegenständen von ganz geringem Wert. …“

Auch die Verurteilte selbst schickte an diesem Tag ein Gnadengesuch an das Sondergericht. Sie schrieb u. a.:

„… Ich habe meinen Vater sehr früh verloren und lebe mit meiner Mutter, die schwer herzleidend ist, allein … Durch Terrorangriff auf Braunschweig sind wir schon dreimal ausgebombt und aus Verzweiflung ist es zu dieser Tat gekommen. Ich bin 19 Jahre alt und habe ohne Überlegung gehandelt. Da diese meine erste Strafe ist, trifft sie mich sehr hart. Meine Tat bereue ich noch einmal sehr tief und bitte um etwas Verständnis für meine schwere Lage. Erna Wazinski“

Oberstaatsanwalt Hirte lehnte zwei Tage später die Begnadigung mit der Begründung ab:

„… Erna Wazinski aus Braunschweig ist durch Urteil des Sondergerichts vom 21. Oktober wegen Plünderns – §1 der Volksschädlingsverordnung – zum Tode verurteilt worden. […] Bedenken gegen das Urteil bestehen nicht. […] Kennzeichnend für die Verurteilte ist schließlich, daß sie sich auf ihrer letzten Arbeitsstelle an die Fräserin Gerda Körner angeschlossen hat. […] Diese ist wegen Arbeitsbummelei und Abtreibung vorbestraft und aus anderer Sache wegen ihres Herumtreibens mit Soldaten bekannt. Die Mutter Körner, zu der die Verurteilte nach ihrer Ausbombung gezogen ist, habe bis vor kurzem eine mehrjährige Zuchthausstrafe verbüßt. Die Verurteilte ist also trotz ihrer Jugend keine Persönlichkeit, die Nachsicht verdiente.“

### Hinrichtung

Abschiedsbrief Wazinskis, kurz vor der Hinrichtung am 23. November 1944 an ihre Mutter geschrieben.
(Die Transkription befindet sich auf der Bildbeschreibungsseite.)

Öffentliche Bekanntmachung des Sondergerichts Braunschweig vom 23. November 1944 über die Hinrichtung von Erna Wazinski vom selben Tag.

Wenige Tage später, Anfang November 1944, ordnete der Reichsjustizminister die Hinrichtung für den 23. November, 12:00 Uhr, im Strafgefängnis Wolfenbüttel an. Für die Vollstreckung durch Scharfrichter Friedrich Hehr wurde Erna Wazinski vom Gefängnis Rennelberg in Braunschweig in die Hinrichtungsstätte nach Wolfenbüttel überführt. Dort durfte sie kurz vor ihrer Hinrichtung einen letzten Brief an ihre Mutter schreiben (s. Bild).
Staatsanwalt Magnus, der bei der Hinrichtung anwesend war, führte auch Protokoll:

„Um 12 Uhr 07 wurde die Verurteilte gefesselt vorgeführt. Durch den Vollstreckungsleiter wurde hierauf nach Feststellung der Persönlichkeit der Verurteilten Wazinski dem Scharfrichter der Auftrag zur Vollstreckung des Urteils des Sondergerichts in Braunschweig vom 21. Oktober 1944 erteilt. Hierauf wurde der Kopf der Verurteilten mittels Fallbeils vom Rumpf getrennt. Der Leichnam wurde alsdann der Stadtpolizeibehörde in Wolfenbüttel zur Bestattung übergeben, da die Angehörigen der Verurteilten keinen Wunsch um Verabfolgung des Leichnams geäußert hatten. Die Vollstreckung dauerte vom Zeitpunkt der Vorführung bis zur vollendeten Verkündung 5 Sek., von der Übergabe an den Scharfrichter bis zur vollendeten Vollstreckung 6 Sekunden.“

Noch am Tag der Vollstreckung wurde in Braunschweig plakatiert, dass Erna Wazinski als Volksschädling hingerichtet worden sei.
Wilhelmine Wazinski erhielt einige Tage später von Oberstaatsanwalt Hirte die Mitteilung, dass das Todesurteil an ihrer Tochter vollstreckt worden sei. Der Leichnam Erna Wazinskis wurde auf schriftliche Anweisung Hirtes von der örtlichen Polizeibehörde beigesetzt. Zwei Jahre später wurden die sterblichen Überreste Erna Wazinskis nach Braunschweig überführt und dort erneut bestattet. Die Grabstelle ist heute nicht mehr vorhanden.

## Juristische Nachspiele 1952–1991

### Wiederaufnahmeverfahren 1952
Wilhelmine Wazinski, Ernas Mutter, hatte 1946 wieder geheiratet und lebte in Hamburg. Sie bevollmächtigte ihren Bekannten Otto Block, beim Landgericht Braunschweig die Überprüfung des Sondergerichtsurteils im Wege der Wiederaufnahme des Verfahrens zu erwirken. Am 5. April 1952 wurde der Fall vor der 3. Strafkammer auf Grundlage einer Verordnung aus dem Jahre 1947, nach der NS-Urteile bei grausamen oder übermäßig hohen Strafen auf ein gerechtes Strafmaß gemildert werden sollten, neu verhandelt. Während der Verhandlung wurde weder die Rechtsstaatlichkeit eines NS-Sondergerichts in Frage gestellt noch die Details der Prozessführung gegen Erna Wazinski. Wiederum ohne (vorhandene) Zeugen wie die Mutter oder den ehemaligen Freund Erna Wazinskis zu befragen und allein gestützt auf die Prozessakten des Sondergerichts, wurde das einstige Todesurteil schließlich in eine Freiheitsstrafe von neun Monaten wegen Diebstahls umgewandelt. Das bedeutete, dass Erna Wazinski erneut schuldig gesprochen war, lediglich ihre Strafe – postum – gemildert wurde.

### Versuchtes Wiederaufnahmeverfahren 1959
1959 beantragte Block die Aufhebung des Urteils vom 5. April 1952, da sich die Kammer damals die Begründung des Todesurteils von 1944 zu eigen gemacht habe. Gleichzeitig stellte Block Strafanträge gegen die Eigentümerin der angeblich gestohlenen Gegenstände, die 1944 die Anzeige gegen Unbekannt erstattet und Erna Wazinski als Verdächtige angegeben hatte, sowie gegen alle beteiligten Kriminalbeamten, Richter und Staatsanwälte. Die Verfahrenseröffnung wegen Aussageerpressung und Rechtsbeugung wurde vom Oberstaatsanwalt mit dem Hinweis abgelehnt, dass derlei seit dem 7. Mai 1955 verjährt sei.

### Versuchtes Wiederaufnahmeverfahren 1960/61
Am 1. Dezember 1960 beantragte Block erneut die Wiederaufnahme des Verfahrens. Nach umfangreichen Ermittlungen und Aussagen von Zeugen wurde der Antrag vom Landgericht mit Beschluss vom 11. Juni 1961 verworfen. Auch die Beschwerde Blocks wies der Strafsenat des Oberlandesgerichts Braunschweig (OLG) am 28. Juni 1962 mit der Begründung zurück, dass das Geständnis Erna Wazinskis gegenüber der Polizei nicht angezweifelt werden dürfe. Eine zweite Beschwerde wurde im Oktober 1962 vom 2. Strafsenat des Bundesgerichtshofs verworfen.

### Wiederaufnahmeverfahren 1964

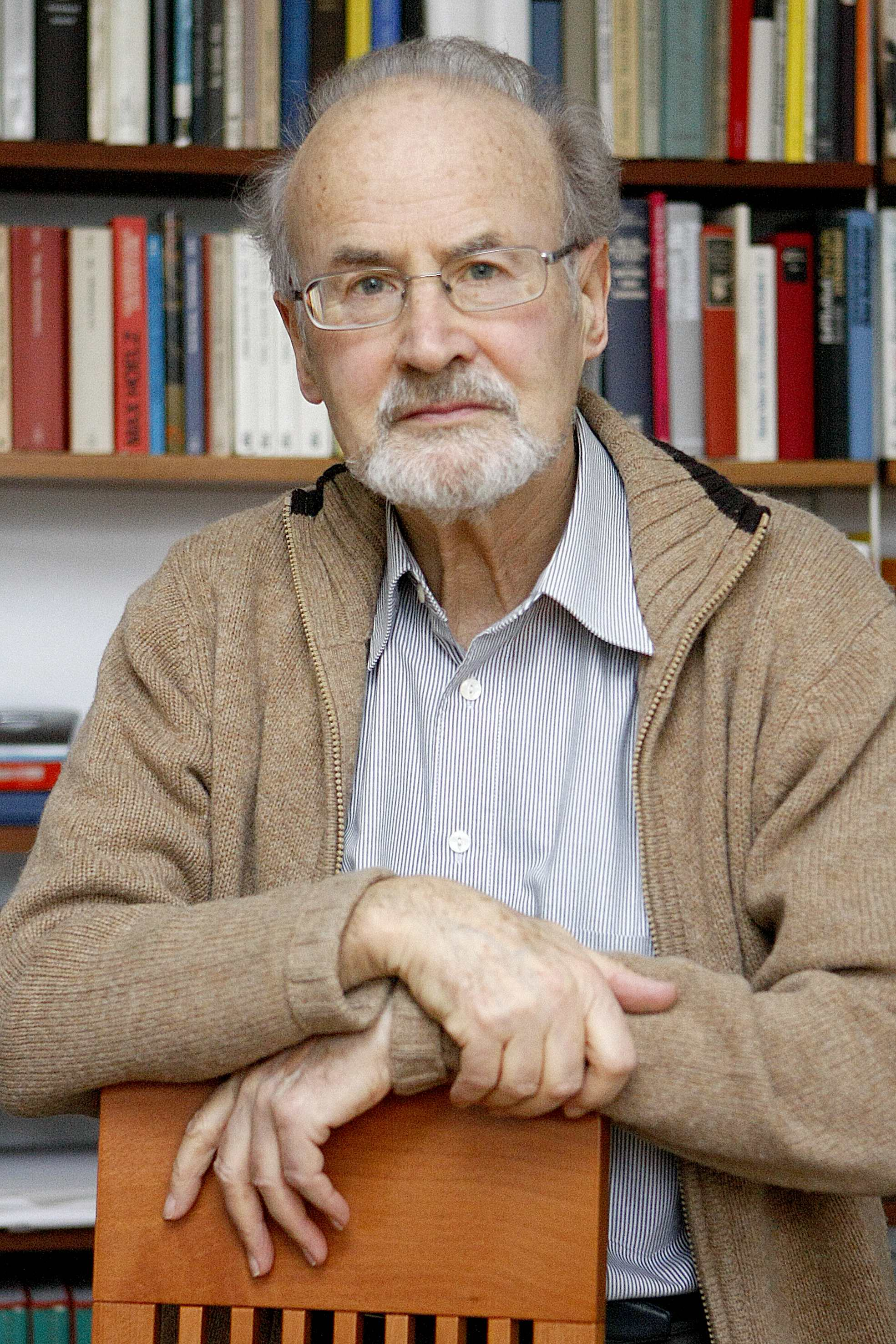
Helmut Kramer, Richter am Oberlandesgericht Braunschweig, kämpfte jahrzehntelang für die Rehabilitierung Erna Wazinskis und dafür, dass NS-Juristen zur Rechenschaft gezogen werden.

1964 erhob Otto Block Amtshaftungsklage beim Landgericht Braunschweig. Die 3. Zivilkammer betrachtete das Entschädigungsbegehren für gerechtfertigt und erklärte daraufhin am 29. Juli 1964, dass das Todesurteil auch aus Sicht des „nationalsozialistischen Rechts“ ein rechtswidriges Fehlurteil gewesen sei, „… eines der grausamsten Urteile […] unverantwortlich und unmenschlich.“
Gegen diesen Beschluss legte das Land Niedersachsen Berufung ein, wobei es, nach der Schilderung des ehemaligen Richters am Oberlandesgericht Braunschweig, Helmut Kramer, mit „ungeheurem juristischen Aufwand“ eine Entschädigungsleistung verweigerte und einen Vergleich ablehnte. Der 3. Zivilsenat des Oberlandesgerichts entschied daraufhin im April 1965, dass für eine Entschädigung eine Wiederaufnahme des Verfahrens notwendig sei. Diese wiederum wurde aber am 7. Oktober 1965 von der 3. Strafkammer des Landgerichts abgelehnt. Damit befand sich Wilhelmine Wazinski juristisch betrachtet nach 13 Jahren wieder dort, wo sie mit ihrem Begehren 1952 angefangen hatte.

### Rechtfertigung des Todesurteils durch das Landgericht Braunschweig 1965
Die 3. Strafkammer rechtfertigte das 1944 ergangene Todesurteil (Aktenzeichen 12 AR 99/65 [1 Sond. KLs 231/44]). Grundlage für die 57 Seiten umfassende Entscheidung war der Umstand, dass sich die 3. Strafkammer ausschließlich an der 1944 zum Zeitpunkt der Verurteilung geltenden Gesetzeslage orientierte. Darüber hinaus stellte sie fest, dass die Verordnung gegen Volksschädlinge im Jahre 1944 bindendes Recht gewesen sei. In der Urteilsbegründung, die inhaltlich NS-Terminologie verwendete, wies der berichterstattende Richter Henning Piper (späterer Richter beim Bundesgerichtshof) auf Folgendes hin: „…Inhaltlich konnte die Volksschädlingsverordnung nicht als schlechthin unverbindliches, weil unsittliches, die Richter des Jahres 1944 nicht bindendes Gesetzesrecht angesehen werden. […] So hart der Strafausspruch […] erscheint, hatte das [Sonder]Gericht aus damaliger Schau, […], bei Vorliegen des Plündereitatbestandes keine andere Wahl, als auf die in § 1 Volksschädlingsverordnung ausschließlich vorgesehene Strafe zu erkennen.“

### Versuchtes Wiederaufnahmeverfahren 1966
Die nachfolgende Beschwerde gegen das Urteil vom 7. Oktober 1965 wurde vom Strafsenat des OLG, dem unter anderen Hans Meier-Branecke und Gerhard Eckels angehörten, im Januar 1966 abgewiesen. Auch ein weiterer Wiederaufnahmeantrag vom Sommer 1966 wurde – nachdem er sämtliche Instanzen durchlaufen hatte – am 27. Februar 1967 endgültig abgelehnt.
Otto Block, der im Auftrag der kränklichen Mutter Erna Wazinskis bis zu diesem Zeitpunkt sämtliche Verfahren betrieben hatte, verzweifelte angesichts der Aussichtslosigkeit seiner Bemühungen und hatte zunehmend Schwierigkeiten zwischen NS- und Nachkriegsrichtern zu unterscheiden, was schließlich zu einer Verurteilung wegen Beleidigung führte. In einem weiteren Strafverfahren gegen Block wegen Verstoßes gegen das Rechtsberatungsgesetz (vom 13. Dezember 1935) erging zunächst ein Strafbefehl, welcher jedoch in der Revisionsverhandlung wieder verworfen wurde.

### Braunschweig unterm Hakenkreuz
Sämtliche Rechtsmittel schienen ausgeschöpft zu sein und der Fall Erna Wazinski endgültig zu den Akten gelegt. Im Frühjahr 1980 fand jedoch die von Helmut Kramer, Pfarrer Dietrich Kuessner, Historiker Ernst-August Roloff und anderen organisierte Vortragsreihe Braunschweig unterm Hakenkreuz im Städtischen Museum statt. Ziel der Vorträge und anschließenden Diskussionen war, die unbewältigte NS-Vergangenheit in Bürgertum, Justiz und Kirche und deren Nachwirkungen in Braunschweig zu thematisieren. Eines der behandelten Themen war das Schicksal Erna Wazinskis und die juristischen Nachspiele im Nachkriegsdeutschland. Angesichts des großen Interesses an der Veranstaltung und der kontrovers geführten Diskussionen veröffentlichte Kramer 1981 die Dokumentation der Vortragsreihe sowie Zuschriften, Zeitungsartikel etc. Die Dokumentation Braunschweig unterm Hakenkreuz. Bürgertum, Justiz und Kirche – Eine Vortragsreihe und ihr Echo war eine der ersten lokalhistorischen Studien zur NS-Zeit und NS-Justizgeschichte.

### Eröffnung Gedenk- und Dokumentationsstätte 1990
1990 wurde in dem ehemaligen Hinrichtungsgebäude der Justizvollzugsanstalt Wolfenbüttel, in der auch Erna Wazinski getötet wurde, eine Gedenk- und Dokumentationsstätte eröffnet. In dem Gebäude waren von 1937 bis März 1945 mindestens 750 Menschen mit dem Fallbeil hingerichtet worden, unter ihnen zahlreiche Menschen aus dem französischen und belgischen Widerstand.

### Wiederaufnahmeverfahren 1991

1. Seite des Freispruchs vom 19. März 1991 durch das Landgericht Braunschweig.

Ende der 1980er Jahre recherchierte der Journalist Johannes Unger über den Fall, wozu er den bei der Hinrichtung anwesenden Staatsanwalt Horst Magnus interviewte. Seine Rechercheergebnisse flossen in das NDR-4-Radio-Feature „Gnade kann nicht gewährt werden“ – Der Fall Erna Wazinski ein, das am 19. Oktober 1989 gesendet wurde. Dadurch sowie durch die Berichterstattung in der Braunschweiger Zeitung, aufmerksam geworden, meldeten sich mehrere Zeitzeugen, darunter Günter Wiedehöft, der damalige Freund Erna Wazinskis. Erstmals sagte Wiedehöft öffentlich aus, dass er gemeinsam mit Erna Wazinski in den Trümmern des Wohnhauses nach Habseligkeiten gesucht habe und dass Erna Wazinski das Gefundene und Geborgene für ihr Eigentum beziehungsweise das ihrer Mutter gehalten habe.
Aufgrund dieser neuen Erkenntnisse beantragte Helmut Kramer erneut ein Wiederaufnahmeverfahren, das am 20. März 1991 mit einem Freispruch endete – allerdings nur aufgrund der neuen Zeugenaussagen, da, so die Argumentation von 1991, dem Sondergericht die jetzt geschilderten Sachverhalte 1944 unbekannt waren. Es kam zu keiner Wertung oder Verurteilung der Arbeit der Juristen des Sondergerichts.

## Der Fall Erna Wazinski und die Evangelisch-lutherische Landeskirche Braunschweig
Für die Evangelisch-lutherische Landeskirche in Braunschweig bekam der Fall Erna Wazinski durch die Aufhebung des gegen sie ergangenen Todesurteils – und die Veröffentlichung des Ergebnisses des Wiederaufnahmeverfahrens – eine besondere Bedeutung, da Walter Lerche, 1944 Vorsitzender Richter des Sondergerichts Braunschweig und für das Todesurteil im Fall Wazinski mitverantwortlich, nach seiner 1950 erfolgten Entnazifizierung zunächst Mitglied des Rechtsausschusses der Landeskirche, 1951 zum Oberlandeskirchenrat befördert und später in der Amtszeit der 1. Generalsynode von 1949 bis 1954 zum 2. Vizepräsidenten der Generalsynode der Vereinigten Evangelisch-Lutherischen Kirche Deutschlands wurde. Obwohl Lerche – wie die Öffentlichkeit erst Jahrzehnte nach seinem Tod erfuhr – als Richter am Sondergericht nachweislich an 59 Todesurteilen beteiligt war, war es ihm in der Landeskirche gelungen, bis zum hoch geachteten Amt des Präsidenten der Generalsynode aufzusteigen, ohne dass seine Sondergerichtsvergangenheit jemals von der breiten Öffentlichkeit wahrgenommen wurde.
Der Vorsitzende Richter der 9. Strafkammer des Oberlandesgerichts Braunschweig, Gerhard Eckels, gleichzeitig Präsident der Landessynode der Evangelisch-lutherischen Landeskirche in Braunschweig, teilte nach dem Freispruch Wazinskis, den seine Kammer gefällt hatte, mit, dass angesichts der bis zu diesem Zeitpunkt nicht bekannten Verstrickungen Lerches in die Braunschweiger Sondergerichtsbarkeit eine von der Kirchenregierung eingesetzte Historische Kommission unter Leitung des Historikers Klaus Erich Pollmann die Tätigkeit Lerches am Sondergericht Braunschweig prüfen werde. Wesentliche Frage sollte dabei sein zu ergründen, wie es möglich war, dass Lerche, der in der Nachkriegszeit von der weiteren Ausübung des Richteramtes suspendiert war, eine so hohe Position in der Landeskirche erreichen konnte.
Erste Ergebnisse der historischen Kommission wurden im Juli 1993 während eines Kolloquiums zur Diskussion vorgestellt. 1994 erschien der Abschlussbericht unter dem Titel Der Schwierige Weg in die Nachkriegszeit. Die Evangelisch-lutherische Landeskirche in Braunschweig 1945–1950. Der Fall Erna Wazinski fand im Bericht jedoch nur ganz am Rande Erwähnung, ohne dass auch nur ein Bezug zu Lerche und zu der Tatsache, dass der Fall der Auslöser für die Untersuchung war, angedeutet wurde. Lerches Tätigkeit als Sonderrichter bewertete die Kommission zum einen als „nicht in besonderer Weise negativ …, jedenfalls nicht mehr als alle Richter, die damals nach den Kriegsdienstverordnungen Urteile verhängten …“ Das sei laut Kommissionsbericht „… ein Indiz dafür, daß Lerche nicht als Einzelfall zu betrachten ist, auch wenn die Justiz-Spruchkammer 1946 sich in dieser Weise geäußert hat.“ Zum anderen stellt die Kommission fest: „… unter dem Vorsitz von Dr. Walter Lerche hat das Sondergericht etwa 54 Todesurteile … gefällt – Todesurteile, die größtenteils nach rechtsstaatlichen Maßstäben als Justizmorde bezeichnet werden müssen. Die Verantwortung dafür trugen Lerche und die an diesen Prozessen beteiligten Sonderrichter … Das relativiert zwar nicht die Schuld der Sonderrichter, begründet aber eine Mitschuld aller derjenigen Instanzen, die bei der Entstehung und Durchsetzung dieser Verordnung [VVO] beteiligt waren, und aller weiteren, die gegen solche inhumanen Verschärfungen des Strafrechts nicht protestiert haben.“

## Die braunschweigische Johanna. Ein deutsches Requiem

Adam Seide: Die braunschweigische Johanna. Ein deutsches Requiem. Erstausgabe von 1986

Nachdem der Fall Erna Wazinski erstmals 1980 einer breiten Öffentlichkeit durch die Vortragsreihe Braunschweig unterm Hakenkreuz bekannt geworden war, wuchs das Interesse an der (lokal-)historischen Aufarbeitung der NS-Zeit und -Justizgeschichte in Braunschweig. Das Wiederaufnahmeverfahren und dessen Begleitumstände sowie die Einsetzung der Historikerkommission bei der Evangelisch-lutherischen Landeskirche in Braunschweig führten schließlich dazu, dass das Schicksal Erna Wazinskis auch von Journalisten, Schriftstellern und Theatermachern aufgegriffen wurde: Adam Seide verarbeitete ihre Lebensgeschichte in seinem 1986 veröffentlichten Roman Die braunschweigische Johanna. Ein deutsches Requiem. Die Theaterfassung des Werkes wurde am 20. Februar 1999 im Staatstheater Braunschweig uraufgeführt. 1989, zum 45. Todestag Erna Wazinskis, wurde auf NDR-4 das Feature „Gnade kann nicht gewährt werden“ – Der Fall Erna Wazinski gesendet, das auf den Recherchen eines Journalisten beruht. Im Jahr darauf wurde das Feature in einer aktualisierten Fassung nochmals ausgestrahlt.

## Gedenkstätte in Wolfenbüttel
1990 wurde in dem ehemaligen Hinrichtungsgebäude der Justizvollzugsanstalt Wolfenbüttel, in der Erna Wazinski getötet wurde, eine Gedenk- und Dokumentationsstätte eröffnet. In dem Gebäude wurden von 1937 bis März 1945 mindestens 526 Personen mit dem Fallbeil hingerichtet.